# IC 5284
IC 5284 ist eine Spiralgalaxie vom Hubble-Typ Sa im Sternbild Pegasus am Nordsternhimmel. Sie ist schätzungsweise 182 Millionen Lichtjahre von der Milchstraße entfernt und hat einen Durchmesser von etwa 50.000 Lichtjahren. 
Das Objekt wurde am 3. November 1896 von Stéphane Javelle entdeckt.